# Jacques Mauclair
Jacques Mauclair (12 de enero de 1919 – 20 de diciembre de 2001) fue un actor teatral, cinematográfico y televisivo, director teatral y dramaturgo de nacionalidad francesa.

## Biografía
Su nombre completo era Jacques Louis Mauclair, y nació en París, Francia. En 1945 ingresó en la formación teatral de Louis Jouvet, con la que permaneció hasta 1949. Entre sus actuaciones destacaron las llevadas a cabo en La loca de Chaillot y Don Juan. 
A partir de 1953 empezó su actividad de director teatral, representando obras de Henry de Montherlant, Arthur Adamov, Bertolt Brecht, Eugène Ionesco, Eduardo De Filippo, Molière, Luigi Pirandello, René de Obaldia, y Antón Chéjov, entre otros. 
A continuación tomó la dirección del Teatro de la Alliance française, en el cual llevó a escena, entre otras obras, Le Roi se meurt y Les Chaises, de Eugène Ionesco, y Célimar le bien aimé, de Eugène Labiche. Mauclair fue un verdadero apasionado del repertorio de Ionesco, y durante muchos años se consagró en dar a conocer su obra en Francia. Además, dedicó parte de su carrera a trabajar en la Comédie-Française, compañía teatral para la que escenificó piezas como Tío Vania, de Antón Chéjov o El avaro, de Molière.
En 1976 creó el Teatro du Marais, en la rue Volta de París, centró en el que dirigió obras de Iván Turguénev, Christien Ostrowski y, como siempre, Ionesco. Sin embargo, y a pesar de su dedicación, el teatro cerró en abril de 1999 antes de reabrirlo la escuela de teatro Cours Florent en mayo de 2000.
Actor reconocido y director teatral de talento, recibió diferentes premios : un Premio Molière por su dirección de la pieza El avaro, un Grand Prix por su trabajo como director, y el Gran Premio Nacional del Teatro en 1993, entre otros galardones.
Mauclair también actuó con frecuencia en el cine y en la televisión, siendo recordada su actuación en la serie policiaca Les Cinq Dernières Minutes, con Raymond Souplex, y su participación en diversas emisiones de Au théâtre ce soir, bajo dirección de Pierre Sabbagh.
Jacques Mauclair falleció en París, Francia, en 2001.

## Filmografía

### Cine
- 1950 : Souvenirs perdus (sketch Une statuette d'Osiris), de Christian-Jaque
- 1957 : Nathalie, de Christian-Jaque
- 1959 : La Femme et le Pantin, de Julien Duvivier
- 1961 : Vacances en enfer, de Jean Kerchbron
- 1961 : Par-dessus le mur, de Jean-Paul Le Chanois
- 1961 : Les Sept Péchés capitaux (sketch La Colère), de Sylvain Dhomme, Max Douy y Eugène Ionesco
- 1963 : Les Bonnes Causes, de Christian-Jaque
- 1963 : Tre piger i Paris, de Gabriel Axel
- 1964 : Aurelia, de Anne Dastrée
- 1964 : Banco à Bangkok pour OSS 117, de André Hunebelle
- 1966 : Rey de Corazones, de Philippe de Broca
- 1970 : Rêves érotiques, de Gabriel Axel
- 1977 : Solveig et le violon turc, de Jean-Jacques Grand-Jouan
- 1978 : Brigade mondaine, de Jacques Scandelari
- 1981 : La Puce et le Privé, de Roger Kay
- 1997 : On connaît la chanson, de Alain Resnais

### Televisión

#### Au théâtre ce soir
1. 1966 : Blaise, de Claude Magnier, dirección de Pierre Sabbagh, Teatro Marigny (escenografía)
2. 1967 : Les Pigeons de Venise, de Albert Husson, dirección de Pierre Sabbagh, Teatro Marigny (escenografía)
3. 1967 : Ami-ami, de Pierre Barillet y Jean-Pierre Grédy, dirección de Pierre Sabbagh, Teatro Marigny (escenografía)
4. 1969 : La mariée est trop belle, de Michel Duran, dirección de Pierre Sabbagh, Teatro Marigny (escenografía)
5. 1969 : Service de nuit, de Muriel Box y Sydney Box, dirección de Pierre Sabbagh, Teatro Marigny (escenografía)
6. 1970 : Et l'enfer Isabelle ?, de Jacques Deval, dirección de Pierre Sabbagh, Teatro Marigny (escenografía)
7. 1971 : Une histoire de brigands, de Jacques Deval, dirección de Pierre Sabbagh, Teatro Marigny (actor, escenografía)
8. 1971 : Pour Karine (escenografía)
9. 1972 : Une femme libre, de Armand Salacrou, dirección de Pierre Sabbagh, Teatro Marigny (escenografía)
10. 1972 : Ha llegado un inspector, de John Boynton Priestley, dirección de Pierre Sabbagh, Teatro Marigny (actor, escenografía)
11. 1974 : La Grande Roue, de Guillaume Hanoteau, dirección de Georges Folgoas, Teatro Marigny (actor, escenografía)
12. 1975 : Il était une gare, de Jacques Deval, dirección de Pierre Sabbagh, Teatro Édouard VII (actor, escenografía)
13. 1976 : Une femme presque fidèle, de Jacques Bernard, dirección de Pierre Sabbagh, Teatro Édouard VII (actor, escenografía)
14. 1977 : Le Séquoïa, de George Furth, dirección de Pierre Sabbagh, Teatro Marigny (actor, escenografía)
15. 1977 : La Fessée, de Jean de Létraz, dirección de Pierre Sabbagh, Teatro Marigny (escenografía)
16. 1978 : Le Greluchon délicat, de Jacques Natanson, dirección de Pierre Sabbagh, Teatro Marigny (escenografía)
17. 1978 : Jérôme des nuages, de Guillaume Hanoteau, dirección de Pierre Sabbagh, Teatro Marigny (escenografía)
18. 1979 : Zozo, escenografía de Jacques Ardouin, dirección de Pierre Sabbagh, Teatro Marigny (Autor de la pieza)
19. 1981 : Les Pas perdus, de Pierre Gascar, dirección de Pierre Sabbagh, Teatro Marigny (escenografía)
20. 1981 : Le Pique-assiette, de Iván Turguénev, dirección de Pierre Sabbagh, Teatro Marigny (escenografía)

#### Series televisivas
- 1956 : En votre âme et conscience : L'Affaire Hugues, de Jean Prat
- 1956 : Énigmes de l'histoire : Le Secret de Mayerling, de Stellio Lorenzi
- 1957 : Énigmes de l'histoire : L'Homme au masque de fer, de Stellio Lorenzi
- 1957 : Énigmes de l'histoire : La Double Mort du tsar Alexandre I
- 1957 : Énigmes de l'histoire : Le Chevalier d'Éon
- 1958 : La caméra explore le temps : L'exécution du duc d'Enghien, de Stellio Lorenzi
- 1959 : La caméra explore le temps : L'énigme de Pise, de Stellio Lorenzi
- 1958 : Les Cinq Dernières Minutes, episodio Un sang d'encre, de Claude Loursais
- 1962 : Les Cinq Dernières Minutes, episodio Un mort à la une, de Pierre Nivollet
- 1966 : Le Théâtre de la jeunesse : Les Deux Nigauds, de René Lucot
- 1969 : Allô police : Au diable la malice, de Adonis Kyrou
- 1971 : Arsène Lupin, episodio L'Agence Barnett, de Jean-Pierre Decourt
- 1974 : À vous de jouer Milord, de Christian-Jaque
- 1978 : Brigade mondaine, de Jacques Scandelari
- 1978 : Mazarin, de Pierre Cardinal
- 1981 : Le Mythomane, episodio Fausse Mornifle
- 1981 : Martine Verdier, de Bernard Toublanc-Michel
- 1981 : Histoire contemporaine, de Michel Boisrond
- 1982 : L'Adieu aux as, de Jean-Pierre Decourt
- 1982 : Médecins de nuit, de Jean-Pierre Prévost, episodio Le Mensonge

#### Telefilmes
- 1954 : Une enquête de l'Inspecteur Grégoire, de Pierre Viallet, episodio La Dame de Pont-Saint-Maxence
- 1965 : Les Fourberies de Scapin, de Jean Kerchbron
- 1965 : Gaspard des montagnes, de Jean-Pierre Decourt
- 1966 : Le Chevalier d'Harmental, de Jean-Pierre Decourt
- 1971 : L'Homme qui rit, de Jean Kerchbron
- 1972 : Comme avant, mieux qu'avant, de Yves-André Hubert
- 1974 : Président Faust, de Jean Kerchbron
- 1974 : Macbett, de Jacques Trébouta
- 1975 : Amédée ou Comment s'en débarrasser, de Marion Sarraut
- 1977 : Les Rebelles, de Pierre Badel
- 1979 : La Main coupée, de Jean Kerchbron
- 1979 : Le Procès de Riom, de Henri Calef
- 1979 : Avoir été, de Roland-Bernard
- 1980 : Une page d'amour, de Élie Chouraqui
- 1981 : Les Avocats du diable, de André Cayatte
- 1982 : Adieu, de Pierre Badel
- 1987 : La Baleine blanche, de Jean Kerchbron
- 1995 : La Duchesse de Langeais, de Jean-Daniel Verhaeghe
- 2000 : La Chambre des magiciennes, de Claude Miller

## Teatro

### Autor dramático
- Zozo
- Oncle Otto
- Une répétition au Théâtre du Crime
- Texas-Story
- Un chien gros comme ça
- La Créole opiniâtre
- Arlequin Superstar
- Le Misanthrope chez Molière ou l'Impromptu du Marais
- Nuits calines

### Actor
- 1945 : La loca de Chaillot, de Jean Giraudoux, escenografía de Louis Jouvet, Théâtre de l'Athénée
- 1950 : La escuela de las mujeres, de Molière, escenografía de Hubert Gignoux, Centro Dramático del Oeste
- 1952 : Le Joueur, de Ugo Betti, escenografía de André Barsacq, Teatro del Atelier
- 1952 : El eterno marido, de Fiódor Dostoyevski, escenografía de Jacques Mauclair, Teatro de la Gaîté-Montparnasse
- 1953 : Victimes du devoir, de Eugène Ionesco, escenografía de Jacques Mauclair, Teatro del Quartier Latin, Teatro des Célestins
- 1953 : La Femme du condamné, de Henri Monnier, Teatro des Célestins
- 1954 : Le Seigneur de San Gor, de Gloria Alcorta, escenografía de Jacques Mauclair y Henri Rollán, Teatro Verlaine
- 1955 : El eterno marido, de Fiódor Dostoyevski, escenografía de Jacques Mauclair, Teatro de los Campos Elíseos
- 1955 : Le Ping-pong, de Arthur Adamov, escenografía de Jacques Mauclair, Teatro des Noctambules
- 1956 : Les Chaises, de Eugène Ionesco, escenografía de Jacques Mauclair, Teatro de los Campos Elíseos
- 1957 : Pericles, príncipe de Tiro, de William Shakespeare, escenografía de René Dupuy, Teatro del Ambigu-Comique
- 1958 : Oncle Otto, de Jacques Mauclair, escenografía del autor, Teatro Edouard VII
- 1960 : Les Chaises, de Eugène Ionesco, escenografía de Jacques Mauclair, Teatro de los Campos Elíseos
- 1960 : Madame Sans-Gêne, de Victorien Sardou, escenografía de Alfred Pasquali, Teatro del Ambigu-Comique
- 1961 : Liliom, de Ferenc Molnár, escenografía de Jean-Pierre Grenier, Teatro del Ambigu-Comique
- 1962 : Le Roi se meurt, de Eugène Ionesco, escenografía de Jacques Mauclair, Teatro de la Alliance française
- 1962 : Cecè, de Luigi Pirandello, escenografía de Jacques Mauclair, Teatro de la Alliance française
- 1962 : El eterno marido, de Fiódor Dostoyevski, escenografía de Jacques Mauclair, Teatro de la Alliance française
- 1963 : Le Roi se meurt, de Eugène Ionesco, escenografía de Jacques Mauclair, Festival de Teatro Joven de Lieja
- 1963 : Les Salutations y Scène à quatre, de Eugène Ionesco, escenografía de Jacques Mauclair, Festival de Teatro Joven de Lieja
- 1963 : La tempestad, de William Shakespeare, escenografía de Jacques Mauclair, Teatro de la Alliance française
- 1963 : Célimare le bien-aimé, de Eugène Labiche y Alfred Delacour, escenografía de Jacques Mauclair, Teatro de la Alliance française
- 1964 : Un jardin sur la mer, de Claude Vermorel, escenografía de Jacques Mauclair, Teatro de la Alliance française
- 1964 : Le Monstre Turquin, de Carlo Gozzi, escenografía de André Barsacq, Teatro del Atelier
- 1965 : Ce soir on improvise, de Luigi Pirandello, escenografía de André Barsacq, Teatro del Atelier
- 1966 : El idiota, a partir de Dostoyevski, adaptación y escenografía de André Barsacq, Teatro del Atelier
- 1966 : Le Roi se meurt, de Eugène Ionesco, escenografía de Jacques Mauclair, Théâtre de l'Athénée
- 1967 : Les Chaises, de Eugène Ionesco, escenografía de Jacques Mauclair, Teatro Gramont
- 1968 : Romeo y Julieta, de William Shakespeare, escenografía de Michael Cacoyannis, Teatro Nacional Popular, Teatro de Chaillot
- 1968 : Le Roi se meurt, de Eugène Ionesco, escenografía de Jacques Mauclair, Festival de la Cité Carcassonne, Teatro du Midi
- 1968 : Brève Rencontre y Nous dansions..., de Noel Coward, escenografía de Jacques Mauclair, Teatro Saint-Georges
- 1969 : Bienheureux les violents, de Diego Fabbri, escenografía de Raymond Gérôme, Teatro Hébertot
- 1969 : La Paille humide, de Albert Husson, escenografía de Michel Roux, Teatro de la Michodière
- 1969 : Le Roi se meurt, de Eugène Ionesco, escenografía de Jacques Mauclair, Festival de Bellac, Festivales de verano
- 1969 : Les Chaises, de Eugène Ionesco, escenografía de Jacques Mauclair, gira
- 1969 : El eterno marido, de Fiódor Dostoyevski, escenografía de Jacques Mauclair, gira
- 1970 : Le Roi se meurt, de Eugène Ionesco, escenografía de Jacques Mauclair, Théâtre de l'Athénée
- 1970 : Les Adieux de la Grande Duchesse, de Bernard Da Costa, escenografía de Jacques Mauclair, Teatro de Poche Montparnasse
- 1971 : Le Septième Commandement : Tu voleras un peu moins..., de Dario Fo, escenografía de Jacques Mauclair, Festival de la Cité Carcassonne, festivales de verano
- 1971 : Los Tres Mosqueteros, de Alexandre Dumas, escenografía de Michel Berto, Festival de la Cité Carcassonne
- 1971 : Torquemada, de Victor Hugo, escenografía de Denis Llorca, Teatro du Midi : Festival de la Cité Carcassonne, Festival de Marsillargues, Festival de Colliure, Festival de la mer Sète
- 1971 : Les Chaises, de Eugène Ionesco, escenografía de Jacques Mauclair, Teatro de la Alliance française
- 1971 : La Lacune, de Eugène Ionesco, escenografía de Jacques Mauclair, Teatro de la Alliance française
- 1971 : La Jeune Fille à marier, de Eugène Ionesco, escenografía de Jacques Mauclair, Teatro de la Alliance française
- 1972 : Macbett, de Eugène Ionesco, escenografía de Jacques Mauclair, Teatro de la Alliance française
- 1972 : Tueur sans gages, de Eugène Ionesco, escenografía de Jacques Mauclair, Teatro de la Alliance française
- 1973 : Le Roi se meurt, de Eugène Ionesco, escenografía de Jacques Mauclair, Festival de Angers
- 1973 : Ce formidable bordel !, de Eugène Ionesco, escenografía de Jacques Mauclair, Teatro Moderne
- 1974 : Ce formidable bordel !, de Eugène Ionesco, escenografía de Jacques Mauclair, Teatro des Célestins
- 1974 : Macbett, de Eugène Ionesco, escenografía de Jacques Mauclair, Festival de Vaison-la-Romaine
- 1975 : Les Adieux de la Grande Duchesse, de Bernard Da Costa, escenografía de Jacques Mauclair, Teatro Rive Gauche
- 1975 : L'Homme aux valises, de Eugène Ionesco, escenografía de Jacques Mauclair, Teatro del Atelier
- 1976 : La Créole opiniâtre, de Jacques Mauclair, escenografía del autor, Teatro du Marais
- 1976 : Les Chaises, de Eugène Ionesco, escenografía de Jacques Mauclair, Teatro des Célestins, Teatro de Boulogne-Billancourt
- 1977 : Le Cosmonaute agricole, de René de Obaldia, escenografía de Jacques Mauclair, Teatro du Marais
- 1979 : Arlequin Superstar, de Jacques Mauclair, escenografía del autor, Teatro du Marais
- 1982 : Arlequin Superstar, de Jacques Mauclair, escenografía del autor, Teatro du Thor
- 1983 : Le Roi se meurt, de Eugène Ionesco, escenografía de Jacques Mauclair, Teatro du Marais
- 1985 : El eterno marido, a partir de Fiódor Dostoyevski, escenografía de Jacques Mauclair, Teatro du Marais
- 1986 : La Comédie sans titre, de Italo Svevo, escenografía de Jacques Mauclair, Teatro du Marais
- 1987 : En famille, on s'arrange toujours !, de Alexandre Ostrovski, escenografía de Jacques Mauclair, Teatro du Marais
- 1988 : Le Grand Invité, de Victor Haïm, escenografía de Jacques Mauclair, Teatro du Marais
- 1989 : El avaro, de Molière, escenografía de Jacques Mauclair, Teatro du Marais
- 1993 : Les Chaises, de Eugène Ionesco, escenografía de Jacques Mauclair, Teatro du Marais
- 1995 : Noël chez les Cupiello, de Eduardo De Filippo, escenografía de Jacques Mauclair, Teatro du Marais
- 1997 : Sik-Sik, Jaki-Jako, de Eduardo De Filippo, escenografía de Jacques Mauclair, Teatro du Marais
- 1998 : Petites pièces, de Antón Chéjov, escenografía de Jacques Mauclair, Teatro du Marais

### Director
- 1952 : El eterno marido, de Fiódor Dostoyevski, Teatro de la Gaîté-Montparnasse
- 1952 : La Jarre, de Luigi Pirandello, Teatro de Babylone
- 1952 : Méfie-toi, Giacomino, de Luigi Pirandello, Teatro de Babylone
- 1952 : Cecè, de Luigi Pirandello, Teatro de Babylone
- 1953 : Victimes du devoir, de Eugène Ionesco, Teatro del Quartier Latin
- 1953 : Tous contre tous, de Arthur Adamov, Teatro de l'Œuvre
- 1954 : Le Seigneur de San Gor, de Gloria Alcorta, escenografía junto a Henri Rollán, Teatro Verlaine
- 1955 : El eterno marido, de Fiódor Dostoyevski, Teatro de los Campos Elíseos
- 1955 : Le Ping-pong, de Arthur Adamov, Théâtre des Noctambules
- 1956 : Les Chaises, de Eugène Ionesco, Teatro de los Campos Elíseos
- 1957 : Les Pas perdus, de Pierre Gascar, Teatro Fontaine
- 1958 : Oncle Otto, de Jacques Mauclair, Teatro Edouard VII
- 1958 : Oscar, de Claude Magnier, Théâtre des Bouffes-Parisiens, Théâtre de l'Athénée
- 1959 : Veillons au salut de l'Empire, de Charles Prost, Teatro Verlaine
- 1959 : Blaise, de Claude Magnier, Teatro des Nouveautés
- 1960 : Les Chaises, de Eugène Ionesco, Teatro de los Campos Elíseos
- 1960 : Carlotta, de Miguel Mihura, adaptación de Emmanuel Robles, Teatro Edouard VII
- 1960 : Une nuit chez vous Madame, de Jean de Letraz, Teatro del Ambigu-Comique
- 1960 : Madre Coraje y sus hijos, de Bertolt Brecht, Festival de Sarlat
- 1960 : Dix Millions cash, de Raymond Vincy y Francis Lopez, Teatro de la Porte Saint-Martin
- 1961 : Tío Vania, de Antón Chéjov, Comédie-Française
- 1961 : Les Chaises, de Eugène Ionesco, Teatro de los Campos Elíseos
- 1961 : Adieu prudence, de Leslie Stevens, adaptación de Pierre Barillet y Jean-Pierre Grédy, Théâtre du Gymnase Marie-Bell
- 1961 : Le Petit Bouchon, de Michel André, Théâtre des Variétés
- 1961 : Moulin à poivre, de Robert Rocca y Jacques Grello, Les Trois Baudets
- 1962 : La Brigitta, de Jacques Audiberti, Théâtre de l'Athénée
- 1962 : El avaro, de Molière, Comédie-Française
- 1962 : N'écoutez pas Mesdames, de Sacha Guitry, Teatro de la Madeleine
- 1962 : Le Roi se meurt, de Eugène Ionesco, Teatro de la Alliance française
- 1962 : Oscar, de Claude Magnier, Théâtre en Rond
- 1963 : Les Salutations y Scène à quatre, de Eugène Ionesco, Festival de Teatro Joven de Lieja
- 1963 : La tempestad, de William Shakespeare, Teatro de la Alliance française
- 1963 : La Voyante, de André Roussin, Teatro de la Madeleine
- 1963 : Célimare le bien-aimé, de Eugène Labiche y Alfred Delacour, Teatro de la Alliance française
- 1964 : Un jardin sur la mer, de Claude Vermorel, Teatro de la Alliance française
- 1964 : Una cigüeña bromista, de André Roussin, Teatro des Nouveautés
- 1965  : Le Dossier Oppenheimer, de Jean Vilar, Teatro des Célestins
- 1965 : Les Chaises, de Eugène Ionesco, Teatro Gramont
- 1966 : La casa de Bernarda Alba, de Federico García Lorca, Teatro Récamier
- 1966 : Le Roi se meurt, de Eugène Ionesco, Théâtre de l'Athénée
- 1967 : Les Chaises, de Eugène Ionesco, Teatro Gramont
- 1967 : Tueur sans gages, de Eugène Ionesco, Festival du Marais
- 1967 : L'Émigré de Brisbane, de Georges Schehadé, Comédie-Française
- 1968 : La lección, de Eugène Ionesco, Festival de la Cité Carcassonne, Festival de Colliure, Teatro du Midi
- 1968 : Service de nuit, de Muriel Box y Sidney Box, Teatro Gramont
- 1968 : Brève Rencontre y Nous dansions..., de Noel Coward, Teatro Saint-Georges
- 1968 : Service de nuit, de Muriel Box y Sidney Box
- 1969 : Le Roi se meurt, de Eugène Ionesco, Festival de Bellac
- 1969 : Pour Karine, de Arieh Chen, Teatro des Mathurins
- 1969 : Le Manège, de Lanford Wilson, Teatro Le Kaléidoscope
- 1969 : Les Rivaux d'eux-mêmes, de Carlo Goldoni, Festivales de verano
- 1969 : Le Bon Saint-Éloi, de Pierrette Bruno, Teatro de la Potinière
- 1970 : Le Roi se meurt, de Eugène Ionesco, Théâtre de l'Athénée
- 1970 : Les Adieux de la Grande Duchesse, de Bernard Da Costa, Teatro de la Poche Montparnasse
- 1971 : Le Locataire, de Joe Orton, Teatro Moderne
- 1971 : Le Septième Commandement : Tu voleras un peu moins..., de Dario Fo, Teatro du Midi, Festival de la Cité Carcassonne, Teatro del Odéon
- 1971 : Les Chaises, de Eugène Ionesco, Teatro de la Alliance française
- 1971 : La Lacune, de Eugène Ionesco, Teatro de la Alliance française
- 1971 : La Jeune Fille à marier, de Eugène Ionesco, Teatro de la Alliance française
- 1972 : Macbett, de Eugène Ionesco, Teatro de la Alliance française
- 1972 : Le Locataire, de Joe Orton, Théâtre de Paris
- 1972 : La Camisole, de Joe Orton, Théâtre de Paris
- 1972 : Tueur sans gages, de Eugène Ionesco, Teatro de la Alliance française
- 1973 : Ce formidable bordel !, de Eugène Ionesco, Teatro Moderne
- 1973 : Rivaux d'eux-mêmes, de Carlo Goldoni, Teatro Hébertot
- 1974 : La Polka, de Patrick Modiano, Théâtre du Gymnase Marie-Bell
- 1974 : Bonne fête Amandine, de Albert Husson, Teatro des Célestins
- 1975 : Les Adieux de la Grande Duchesse, de Bernard Da Costa, Teatro Rive Gauche
- 1975 : No habrá guerra de Troya, de Jean Giraudoux, Teatro des Célestins
- 1975 : Le Tableau, de Eugène Ionesco, Teatro Silvia-Monfort
- 1975 : L'Homme aux valises, de Eugène Ionesco, Teatro del Atelier
- 1976 : La cantante calva, de Eugène Ionesco, Teatro des Célestins
- 1976 : Trafalgar, Ba-Ta-Clan
- 1976 : Le Séquoïa, de George Furth, Théâtre de l'Athénée
- 1976 : La Créole opiniâtre, de Jacques Mauclair, Teatro du Marais
- 1977 : Electra, de Sófocles, Teatro du Marais
- 1977 : La Grande Roue, de Guillaume Hanoteau
- 1977 : Le Cosmonaute agricole, de René de Obaldia, Teatro du Marais
- 1979 : Arlequin Superstar, de Jacques Mauclair, Teatro du Marais
- 1979 : Les Amours de Don Perlimpin, de Federico García Lorca, Teatro du Marais
- 1980 : Ta bouche, de Yves Mirande y Albert Willemetz, Teatro Daunou, Théâtre des Bouffes-Parisiens
- 1980 : Le Pique-Assiette, de Iván Turguénev, Teatro du Marais
- 1981 : Enrique IV, de Luigi Pirandello, Teatro du Marais
- 1982 : Messe pour un sacre viennois, de Bernard Da Costa, Teatro del Odéon
- 1982 : Le Misanthrope chez Molière ou l'impromptu du marais, de Jacques Mauclair, Teatro du Marais
- 1983 : El jardín de los cerezos, de Antón Chéjov
- 1983 : Le Roi se meurt, de Eugène Ionesco, Teatro du Marais
- 1984 : Androclès et le lion, de George Bernard Shaw, Teatro du Marais
- 1985 : El eterno marido, a partir de Fiódor Dostoyevski, Teatro du Marais
- 1986 : La Comédie sans titre, de Italo Svevo, Teatro du Marais
- 1986 : El idiota, a partir de Fiódor Dostoyevski, Teatro Mouffetard
- 1987 : En famille, on s'arrange toujours !, de Alexandre Ostrovski, Teatro du Marais
- 1988 : Le Grand Invité, de Victor Haïm, Teatro du Marais
- 1988 : Le Prince de Hombourg, de Heinrich von Kleist, Teatro Mouffetard
- 1989 : El avaro, de Molière, Teatro du Marais
- 1989 : De Sacha à Guitry, a partir de la obra de Sacha Guitry, Teatro Marigny
- 1990 : Laetitia, de Peter Shaffer, Teatro Renaud-Barrault
- 1993 : Les Chaises, de Eugène Ionesco, Teatro du Marais
- 1993 : Antonio Barracano, de Eduardo De Filippo, Teatro du Marais
- 1994 : L'Addition, de Maurice Horgues
- 1995 : Noël chez les Cupiello, de Eduardo De Filippo, Teatro du Marais
- 1997 : Drôles d’oiseaux, de Pierre Chesnot, Teatro del Palais-Royal
- 1997 : Sik-Sik, Jaki-Jako, de Eduardo De Filippo, Teatro du Marais
- 1997 : De Sacha à Guitry, a partir de la obra de Sacha Guitry, Teatro Fontaine
- 1998 : Petites pièces, de Antón Chéjov, Teatro du Marais
- 1998 : El idiota, a partir de Fiódor Dostoyevski, escenografía junto a Gérard Caillaud, Teatro 14 Jean-Marie Serreau

## Premios
- 1989 : Premio Molière del teatro privado por la dirección de El avaro, de Molière
- 1992 : Prix du Brigadier por la dirección de La escuela de las mujeres, de Molière
- 1993 : Gran Premio nacional del teatro

## Discografía
- Les Saints Patrons : Saint Pierre, recitado por Jacques Mauclair.
- Samson et Dalila, d’après l’Ancien Testament, con las voces de Jacques Mauclair, Yves Furet y Françoise Spira.